# Forum Łódź
Forum Łódź – łódzki tygodnik, wydawany przez koncern mediowy Polska Press sp. z o.o. Oddział w Łodzi, dodawany do piątkowego wydania „Dziennika Łódzkiego” w latach 2010-2018. W tygodniku prezentowane były tematy społeczne i polityczne, w tym jeden temat wiodący oraz liczne komentarze dziennikarskie.
Redaktorem naczelnym tygodnika był Robert Sakowski, a redaktorem odpowiedzialnym za wydawanie dodatku Sławomir Sowa.